# 约翰·马歇尔
约翰·马歇尔（英語：John Marshall；1755年9月24日—1835年7月6日），美国政治家、法律家，曾任美国众议院议员（1799年－1800年）、美国国务卿（1800年－1801年）和第4任美国首席大法官（1801年－1835年）。他在担任美国最高法院首席大法官期间，曾做出了著名的马伯里诉麦迪逊案的判决，奠定了美国法院对美国国会法律的司法审查权之基础，确立了美国三权分立的宪政体制。马歇尔被广泛誉为美国历史上最具影响力的首席大法官之一。

## 约翰·马歇尔的政治生涯

### 马歇尔和华盛顿
约翰·马歇尔是美国国父乔治·华盛顿最欣赏的人才，他是忠诚的联邦党人，推崇强大的联邦政府，认为各州权利应该处于联邦政府的控制之下，甚至应该整合为一。同时，他也是美国第二任总统亚当斯的亲密战友，在1797年，美国和法国之间爆发矛盾，马歇尔作为公使出使法国，意在抹平两国之间的鸿沟，但未能如愿。很多后人相信，马歇尔和亚当斯一样，坚信英国是美国最可靠的盟友，而对法国抱有敌意，因此没有全力执行这一任务。1798年9月，乔治·华盛顿亲自游说马歇尔参加国会选举，在选举中，马歇尔击败了共和党候选人克洛普敦，成功进入国会，从此步入政坛。在马歇尔的政治生涯中，华盛顿始终是他的精神导师和行为楷模。

### 马歇尔和杰佛逊
美国第三任总统、《独立宣言》起草者杰佛逊是马歇尔的天敌，其实两人本为远房表兄弟，都曾在威廉和玛丽学院研习法律，同为开国元勋，也曾共同担当亚当斯政府的内阁要员，但两人的政治理念截然不同。民主共和党人杰佛逊是州权的积极倡导者，力主各州政府应该和联邦政府平起平坐，马歇尔对此极为反对。两人终其一生都势不两立，全力和对方进行角逐。马歇尔和杰佛逊之间的争斗是美国历史上最著名的党派之争，众多影响美国宪政格局的历史事件都在他们的导演下发生。最终，这两个政治理念截然不同的人却合力造就了美国基本的宪政格局，强有力的联邦政府和独立的司法机构正是在他们旷日持久的斗法中得以成形。虽然杰佛逊和马歇尔从未成为朋友，但后人普遍认为正是他们各自坚持自己的理想，才让美国的政治体制走向成熟，他们的贡献永远被人铭记。值得一提的是，在杰佛逊退出政坛后的晚年，联邦党已解体，但马歇尔却成为了美国司法中神话一般的人物，连最高法院的民主共和党法官也对他充满敬畏。

## 首席大法官

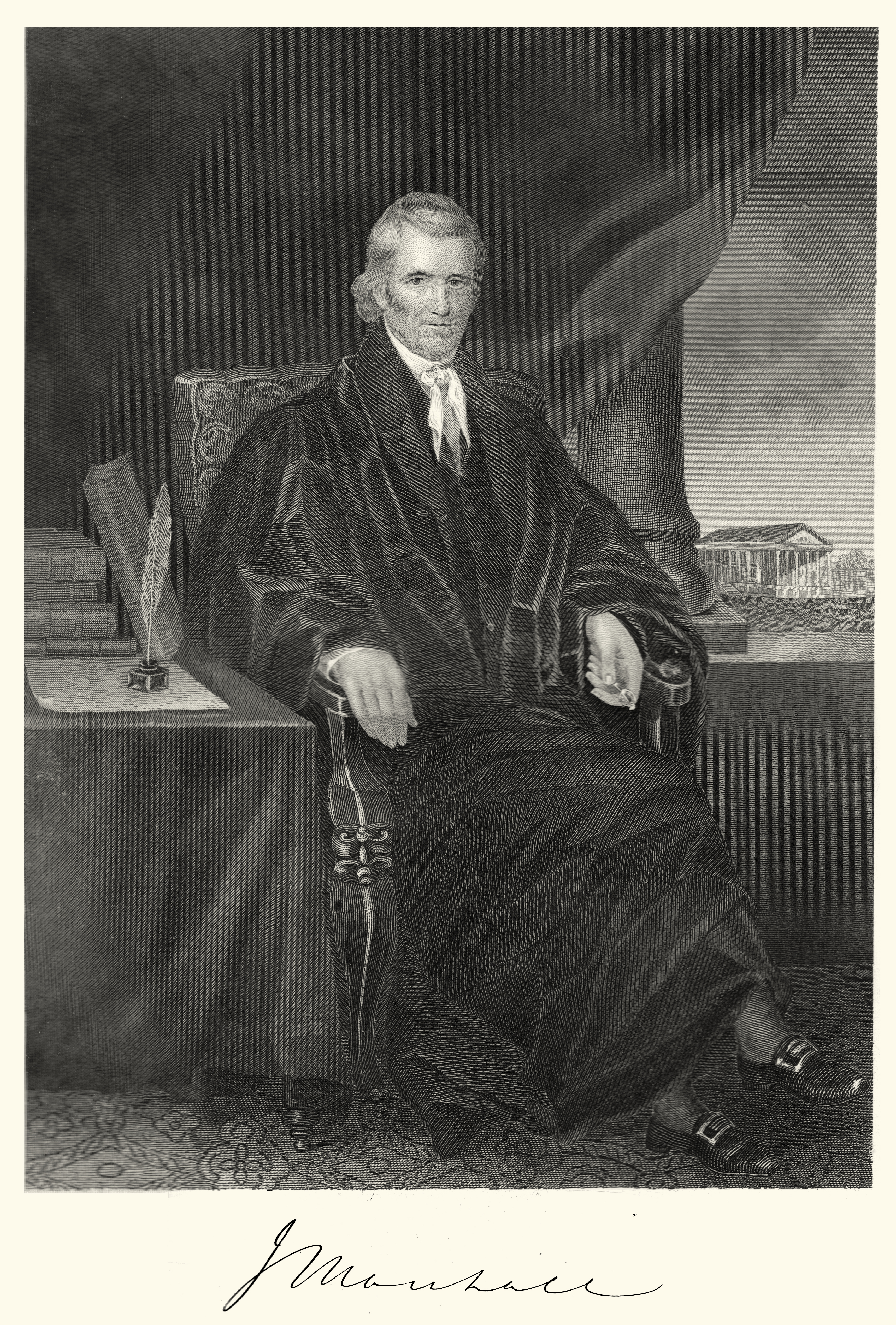
约翰·马歇尔首席大法官

1800年美国总统选举后，马歇尔被推上了首席大法官的职位。现任首席大法官奥利弗·埃尔斯沃思因健康状况不佳也递交了辞呈，这是亚当斯和由联邦政府控制的参议院渴望填补的空缺。
马歇尔于1801年1月27日被参议院确认，并于2月4日正式就职，在总统的要求下，他继续担任国务卿，直到3月4日亚当斯的任期结束。约翰·亚当斯总统评价马歇尔的影响:“我送给美国人民的约翰·马歇尔的礼物是我一生中最骄傲的行为。”
马歇尔在约翰·亚当斯、托马斯·杰斐逊、詹姆斯·麦迪逊、詹姆斯·门罗、约翰·昆西·亚当斯和安德鲁·杰克逊六任总统任期内担任首席大法官。他建立了最高法院作为宪法意义的最终权威，在案件和争议中必须由联邦法院裁决。马歇尔对宪法的影响是无与伦比的，他对法院判例的影响是不可磨灭的。
约翰·马歇尔主审过众多对美国宪政有重大意义的案件，其中最有名的是马伯里诉麦迪逊案、副总统伯尔叛国案、大法官蔡斯弹劾案。这三宗案件都在杰斐逊的总统任期内发生，每一宗都充满了错综复杂的党派纠葛，身为联邦党人的约翰·马歇尔虽然贵为最高法院首席大法官，但也要时时面临民主共和党（Democratic-Republican party，该党是1828年成立的美国民主党的前身，与1854年成立的美国共和党没有关系）政府的压力。在面对这三宗案件时，马歇尔巧妙地淡化了党派之争，而从法理的角度诠释案件，他为最高法院在宪政体系的大厦中争得了一席之地，保障了最高法院和国会地位平等，有权否定国会制定的法律，并且把总统权力置于最高法院的监督下。美国司法独立正是在马歇尔的任期内得到完善。

## 约翰·马歇尔审理的著名案件

### 马伯里诉麦迪逊案

#### 案件背景
1801年3月3日，是美国第二任总统约翰·亚当斯在任的最后一天，3月4日，民主共和党人杰斐逊就将成为新一任美国总统。由於聯邦黨人同樣在國會選舉慘敗，为了維護該黨政治理念，亚当斯在最后一天任期内做出了一系列政治用意明显的司法官员委任：他任命42名联邦党人担任治安法官，试图让联邦党人在杰斐逊的任期内依旧能够控制司法系统。因为工作疏忽，这些法官的委任状在当天并没有全部送出，杰斐逊上台后立刻知会司法部长林肯扣留了剩下的委任状，并把治安法官的人数减至30人，他保留了亚当斯提名的25人，其余5人则由他自己挑选任命。事后得知这一事件的国务卿麦迪逊也赞同杰斐逊的做法。但事情很快走漏了风声，曾得到亚当斯任命却未能接到委任状的联邦党人马伯里和另外3名同样命运的联邦党人对政府发难，状告国务卿麦迪逊漠视法律，没有把前任总统亚当斯的委任状传达给他，从而让自己丧失了做治安法官的机会。
1801年12月16日，积极推动此案件的联邦党人查尔斯·李提请最高法院下达训令状，要求国务卿麦迪逊说明没有向马伯里及其他3名诉讼人送出委任状的理由。自此，杰斐逊政府把这一案件视为政治挑衅而非法律争议。

#### 案件争议
案件的争议主要在于3点：
- 1.原告马伯里等4人是否有权利获得委任状？
- 2.如果确定马伯里4人确有权利，那么宪法是否应该提供挽回和补救的措施？
- 3.如果前两个问题的答案都是肯定的，那么，最高法院是否能强行命令现任国务卿将委任状重新送达给马伯里等4人？

#### 马歇尔的判决
马歇尔的判决书长达1万1千字，日后成为美国历史上最有名的判决书之一。马歇尔认为，马伯里等4人已经得到了亚当斯的任命，完全有权获得委任状，国务卿应该作为公共官员行事，履行送达委任状的法定职责，而不能听从总统的一面之词行事。因为，在履行公职时，他是人民公仆，而非杰斐逊的下属，任何行政权力都不能凌驾于最高法院之上。此外，马歇尔也认同，下达训令状要求麦迪逊重新送达委任状是合理的补救的方案。
从判决书上看，马歇尔完全赞同马伯里等人的要求，但为了不直接激怒民主共和党政府，他又表示，尽管在国会制定的法律里，授予了最高法院下达训令状的权力，但最高法院应该尊崇比国会更高的权威——美国宪法，而根据宪法规定，在马伯里一案中，最高法院仅有复审权，而不具备初审权，因此，他拒绝对国务卿下达训令状。同时，马歇尔宣布，国会制定的法律是否有效，必须由最高法院判定，最高法院拥有对宪法的解释权。

#### 案件影响
拒绝了马伯里的诉讼请求，表面上是马歇尔向民主共和党政府屈服了。但另一面，他为最高法院争取到了神圣的权力，确立了这样一种惯例：最高法院有权宣布国会制定的法律无效并且违宪。并且，他也倡导了一种观念：当显赫的行政特权在具体运用时，对其有最终裁决权的，是最高法院，而不是总统。马歇尔通过马伯里一案而立下的丰功伟绩，若干年后才得到认可，凭借在这一案件中的表现，他实现了宪政格局：最高法院成为了一个真正独立并与联邦政府其他部门平起平坐的机构。

### 副总统伯尔叛国案

#### 案件背景
伯尔是杰斐逊担任美国第三任总统时的副总统，在杰斐逊于1805年连任后，伯尔已然失宠，不再在杰斐逊政府中担任职务。卸任副总统职位后，伯尔和美国陆军准将詹姆斯·威尔金森策划对西班牙开战，夺取西班牙在北美的殖民地，包括新墨西哥、得克萨斯等地区。与此同时，为了重建政治势力，伯尔和英国驻美公使安东尼·梅里会晤，称自己准备领导西部各州发起一场脱离联邦的运动，希望英国提供资金和军事上的支持。不过，伯尔究竟是真的叛国，还是妄图藉叛国之名从英国骗钱，直到今天，英美两国的学者对此仍没有确切答案。
伯尔意图叛国的消息很快传开，不断有匿名信向杰斐逊告发他。其间，参与伯尔计划的俄亥俄州富翁哈曼·布伦纳哈赛特在《俄亥俄州报》上撰写了一系列文章，号召西部各州脱离联邦，让事态更加严重。1806年10月10日，伯尔的两名助手携带一封密码信给威尔金森，声称英国海军已加入计划，并敦促威尔金森沿密西西比河而下，突袭西班牙军队。但威尔金森临阵倒戈，写信向杰斐逊指证伯尔叛国。11月初，检察官戴维斯奉命逮捕了伯尔，并提起诉讼，但在3个地区法院，伯尔均以证据不足被陪审团宣告无罪。随即，他又遭到联邦法庭的指控，案件在里士满的一家酒店里进行，那里被改造成了临时法庭。杰斐逊总统一再告知幕僚，务必将伯尔入罪。

#### 案件争议
- 1.威尔金森提供的密码信能否证实伯尔叛国？从信的内容看，它只涉及攻击西班牙殖民地，而没有任何美国领土牵涉其中。
- 2.截至检控方提起诉讼，还没有任何公开的叛乱活动发生，除了威尔金森，检控方也没有任何证人。既然没有直接证据，如何界定叛国罪？
- 3.当伯尔的军队在布伦纳哈赛特岛集结时，他本人并不在场。但最高法院的首席大法官约翰·马歇尔曾在另一起案件中沿用过英国法中的推定性叛国罪，即被告人在叛乱行为发生时不在场，仍然可控以叛国罪。在这一案件中，美国法院又会在何种程度上遵照英国法关于推定性叛国罪的规定？

#### 马歇尔的判决
马歇尔认为推定性叛国罪是过度司法，并不适用，自己在另一起案件中对它的引用对本案不应构成影响。此外，他指出，要符合宪法中规定的公开叛国行为，被告人所召集的集会必须是以军事形式出现，并且，这种敌对性的行为还必须得到两个证人的证明，但起诉方连一个证人都没有。另一方面，由于没有人能证明伯尔在集会当天出现过，检控方被迫以策划和发起集会的罪名起诉他，但这一点没有被写进起诉书，马歇尔据此认为，检控方违反了宪法第六修正案：被告有权知道针对他的指控是何性质、有何情由。最终，陪审团宣布伯尔无罪释放。

#### 案件影响
今天的法律学者和历史学家都认为，伯尔不应该被定为叛国罪。即便伯尔真有叛国意图，他也巧妙地将计划掩饰了起来，不易辨认。由始至终，政府没能拿出有效证据证明伯尔具有背叛国家的企图，却在杰斐逊的授意下一意孤行，让正常诉讼演变成了政治迫害。
伯尔案颇具讽刺的是让杰斐逊和马歇尔的位置互换了。杰斐逊作为《独立宣言》的起草者和人权法案中各项个人权利的支持者，报复性地要惩罚党内叛徒伯尔，却把基本人权抛诸脑后。马歇尔作为首席大法官，本以保护私产作为首要职责，却在此案中保护了犯罪嫌疑人，成为其宪法权利最为警觉的捍卫者。马歇尔凭藉对伯尔案的判决，为宪法中规定的叛国罪确立了严格的证据要求，有效避免了这一罪名成为政治迫害的工具。

## 对马歇尔的纪念
马歇尔在里士满的故居被弗吉尼亚州列为古迹加以保护，目前是当地的一个重要地标和博物馆，方便人们了解这位首席大法官的生平事迹。
美国律师协会委托雕塑家William Wetmore Story于1884年塑造了马歇尔的雕像。这座雕像目前安放在最高法院的首层。雕像的复制品中的两座分别位于首都华盛顿特区的宪法大道和第四大道，第三座陈列于费城艺术博物馆。William Story的父亲Joseph Story曾经作为助理法官和马歇尔共事于联邦最高法院。
为纪念马歇尔，归正宗教会于1836年建立了马歇尔学院，是当时一所很有声望的大学。1853年马歇尔学院和富兰克林学院合并，成为新的富兰克林·马歇尔大学。该校之后发展成为一所享誉全美的自由文理学院。
还有四所法学院和一所综合性大学以马歇尔的名字命名，分别是威廉與瑪麗學院的法学院、克里夫兰马歇尔法学院、约翰马歇尔法学院（亚特兰大）、约翰马歇尔法学院（芝加哥）和位于西弗吉尼亚州的马歇尔大学。